# IC 1732
IC 1732 est une galaxie spirale située dans la constellation d'Andromède. Sa vitesse par rapport au fond diffus cosmologique est de (4611 ± 22) km/s, ce qui correspond à une distance de Hubble de 68,0 ± 4,8 Mpc (∼222 millions d'al). IC 1732 a été découverte par l'astronome français Guillaume Bigourdan en 1891.
À ce jour, une mesure non basée sur le décalage vers le rouge (redshift) donne une distance d'environ 71,300 Mpc (∼233 millions d'al). Cette valeur est à l'extérieur des valeurs de la distance de Hubble.

## Groupe de NGC 669
IC 1732 fait partie du groupe de NGC 669. Ce groupe comprend plus d'une trentaine de galaxies, dont 15 figurent au catalogue NGC et 3 au catalogue IC.